# LaPerm
LaPerm - rasa kota.

## Historia
W marcu 1982 w Oregonie, w sadzie Lindy Koehl pręgowana kotka o imieniu Speedy urodziła 6 kociąt. Jedno z nich wyglądało osobliwie. Było długie, chude, bezwłose, z dużymi uszami osadzonymi daleko od siebie, a jego skóra wyglądała jak pokryta tatuażem z wzorem klasycznego pręgowania. Po sześciu tygodniach ciało kotki pokryło się rzadkim, kręconym, brązowym futerkiem. Kotkę nazwano Curly. Miękkie futro odziedziczyło później jej potomstwo. Gdy unikatowe koty zaczęły budzić zainteresowanie, właścicielka postanowiła pokazać je na wystawie. Kotom nadano nazwę LaPerm.

## Zachowanie
Są to inteligentne, aktywne koty, które szybko się uczą, jak osiągnąć to, czego chcą. Uwielbiają towarzystwo i starają się być zawsze jak najbliżej człowieka. LaPermy są delikatne, czułe, kochające, pozostają w dobrych stosunkach z wszystkimi domownikami. Do późna zachowują urok kociaka, ciągle spragnionego zabaw i kontaktu z człowiekiem.

## Pielęgnacja
Koty LaPerm wymagają tylko okresowego czesania, oprócz typowych zabiegów pielęgnacyjnych (czyszczenie uszu, przycinanie pazurków, przemywanie oczu). Najlepiej delikatnie wyczesywać futerko przy pomocy okrągłej, rzadkiej szczotki.

## Zdrowie
Wskazane są badania echokardiograficzne i USG nerek.